# Porto
Porto (portugalsky Pôrto; portugalská výslovnost [portu]; v některých jazycích, kupříkladu anglicky též Oporto) je druhé největší portugalské město. Podle sčítání z roku 2011 jeho populace čítá 237 591 obyvatel, nicméně v celé metropolitní oblasti žijí zhruba 2,4 miliony lidí. Porto je moderní kosmopolitní město nedaleko břehu Atlantského oceánu. Oblast kolem města je jednou z nejprůmyslovějších oblastí Portugalska. Spolu s Lisabonem a oblastí Algarve patří mezi turisticky nejnavštěvovanější oblasti země.
Porto je známé také svým celosvětovým vývozním artiklem – portským vínem, které bylo původně vyváženo jen z tohoto města (odtud název). Sváželo se a dodnes se sváží po řece Douro, jejíž hluboké údolí utváří kolorit města. Jižní břeh řeky již náleží obci Vila Nova de Gaia, součásti portské aglomerace. Historické centrum Porta – Ribeira bylo přidáno na seznam světových památek UNESCO v roce 1996.

## Dějiny

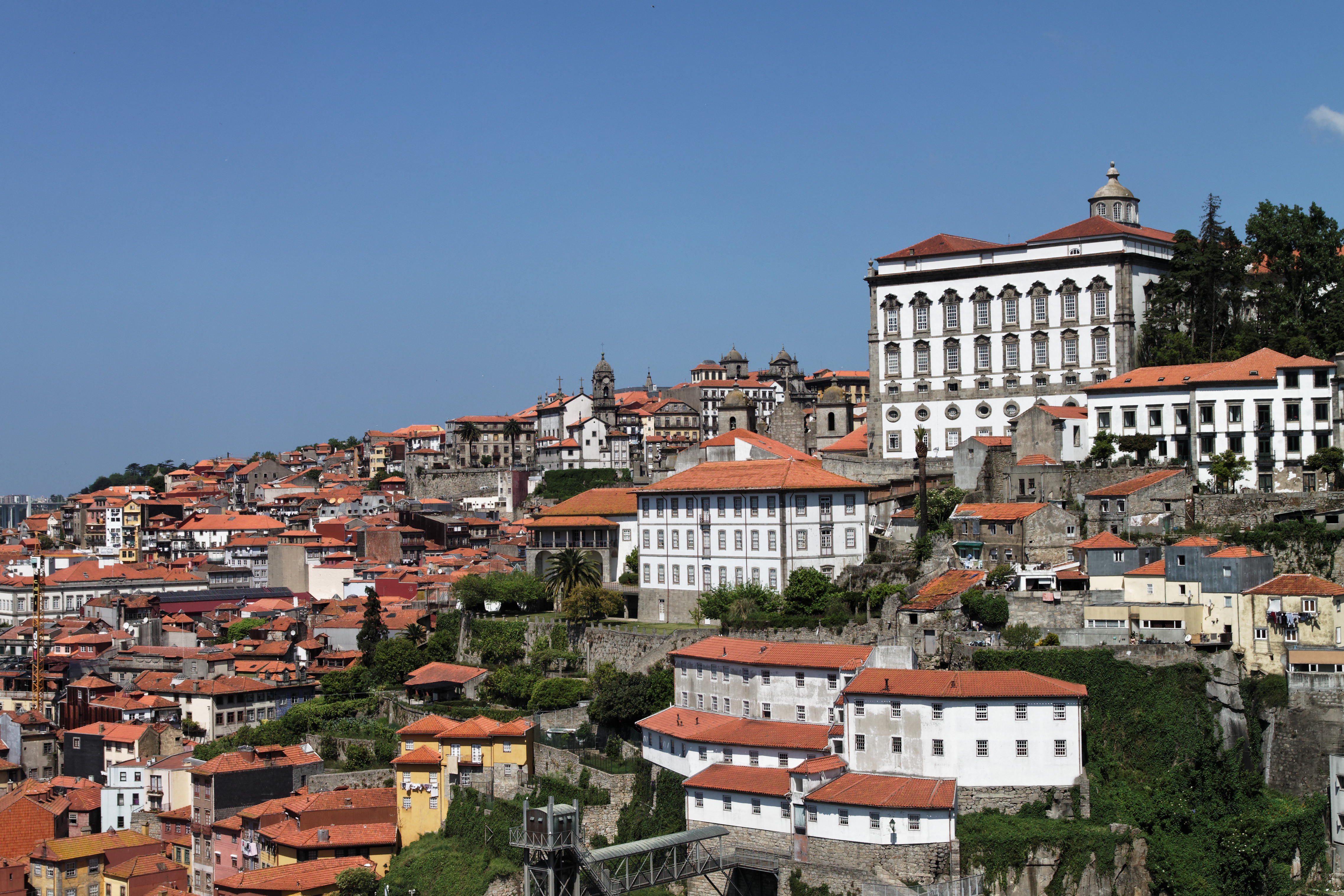
historické Porto

Nejstarší osídlení na místě dnešního Porta se datuje do pozdní doby bronzové, přibližně kolem 8. století př. n. l. Osada Cale patřila lidu kultury Castro zřejmě sdruženém v keltském kmenovém svazu Gallaiciů či Callaiciů. Oblast severozápadního Pyrenejského poloostrova byla po skončení punských válek postupně připojena k Římské republice, zhruba od poloviny 2. století do konce 1. století př. n. l., a romanizována. Kolem roku 136 př. n. l. založil římský vojevůdce Decimus Iunius Brutus Callaicus během trestné výpravy na území Gallaiciů město Portus Cale (nebo Gale, protože v klasické latině není vždy jednoznačné rozlišení mezi písmeny "g" a "c"). Podle většinového výkladu z jeho kombinovaného latinsko-keltského názvu pochází jméno země Portugalsko.
Během římské nadvlády město vzkvétalo a bylo propojeno řadou dlážděných komunikací a mostů s celým Pyrenejským poloostrovem. Podle Itinerarium Antonini Augusti měla římská silnice z Olissipa do významného římského města Bracara Augusta (Via XVI - Via Lusitanorum) na přechodu řeky Douro stanici. Nepanuje shoda, zda se tato stanice nacházela na levém břehu řeky nebo na pravém. S největší pravděpodobností byla stanice rozložena po březích obou. Ve 4. století se město rozšiřuje směrem k sousednímu Morro da Cividade a na břeh řeky. Římské mozaiky ze 4. století byly nalezeny v Casa do Infante.
Římská vláda v Portu skončila v období stěhování národů. Roku 409 východogermánský kmen Svébů překročil Pyreneje a rok na to jeho první král Hermerich založil na území bývalé římské provincie Gallaecia Svébské království. To existovalo až do roku 584, když vizigótský král Leovigild Svéby porazil a jejich území anektoval. Město ve 4. až 6. století přijalo křesťanství a stalo se sídlem biskupa. Za arabské expanze po roku 711 se dostalo pod vliv Maurů. Hranice mezi panstvím muslimů a křesťanů se ustálila v oblasti dnešního města Porto na řece Douro. V roce 868 pověřil Alfonso III., král Asturie, Leónu a Galicie, svého vazala, galicijského válečníka Vímaru Perese, aby v rámci prvních pokusů o reconquistu znovudobyl a zajistil oblast mezi řekami Minho a Douro před muslimskými Maury. Vímara Peres se stal prvním hrabětem nově utvořeného Portugalského hrabství (portugalsky Condado de Portucale).
Ve 12. století začala stavba kamenné trojlodní baziliky biskupské katedrály Sé de Porto. Jádro stavby se západním dvouvěžím se dochovalo v románském slohu, další části, zejména kapitula s křížovou chodbou, byly přestavěny v gotice a baroku. V té době bylo Porto sídlem portugalských králů. V roce 1386 vznikla nejstarší dosud platná vojenská aliance na světě (s Anglií: Windsorská smlouva, anglicky Treaty of Windsor, portugalsky Tratado de Windsor), stvrzená svatbou Jana I. a Filipy z Lancasteru, dcery Jana z Gauntu, ke které došlo v Portu o rok později.
Od 14. století se velmi rychle rozvíjela lodní doprava, námořní flotila a s ní spojené objevy. V roce 1415 princ Jindřich, syn Jana I., přezdívaný Mořeplavec, uskutečnil výpravu proti marockému přístavu Ceuta, ovládanému arabskými piráty, která předznamenala portugalské zámořské objevy. K nejvýznamnějším stavbám 15. století patřil klášter františkánů.
S rozmachem výroby vína v okolí řeky Douro rostla i potřeba rozvozu, a tak vznikaly nové a nové lodní cesty, jako například v roce 1703 mezi Portem a Anglií. V Portu začaly také vznikat specializované obchodní společnosti, které byly nezřídka v rukou Angličanů. V důsledku tohoto rozmachu anglických obchodníků začal Sebastião de Melo s monopolizací celého tohoto sektoru ve prospěch Portugalska. To ovšem přineslo mnoho nespokojenosti u drobných vinařů, kteří se proti tomu bouřili.
Během 17. až 19. století město rychle rostlo; v tomto období bylo založeno několik klášterů (jezuité, karmelitáni) a byl postaven mj. klášter augustiniánů s kostelem, z nějž je dodnes dominantou města štíhlá věž Torre dos Clérigos, vysoká 76 metrů a přístupná jako rozhledna. Rozvíjející se město se stalo zajímavým terčem pro napoleonské vojsko, jež pod vedením maršála Soulta vstoupilo na území Porta 29. března 1809. Místní obyvatelé se snažili před vojáky uprchnout a použili k přechodu přes Douro ponton (Ponte dos Barcos), který se pod vahou zřítil a řeka tak pohřbila přes 4000 lidí, což dnes připomíná reliéf u nového mostu. Napoleonská armáda nakonec z Porta odešla.
Druhá polovina 19. století přinesla městu industrializaci, stavbu železnice a mostů přes Douro; ve 20. století probíhala další urbanizace a s Portem fakticky srostla okolní města. Počátek 21. století je spojen s rozvojem dopravní infrastruktury a podporou veřejné dopravy.

## Město a pamětihodnosti

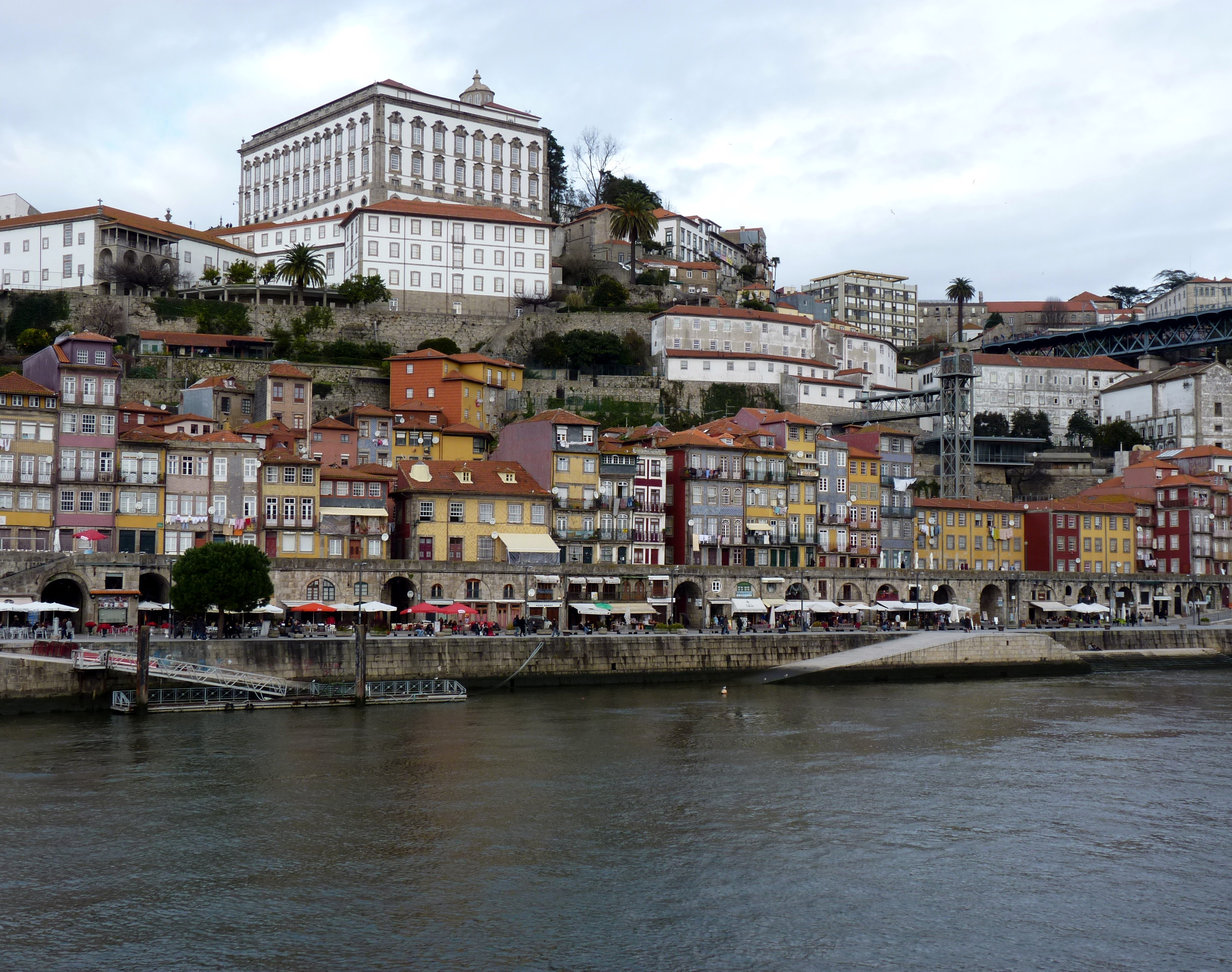
nábřeží Cais da Ribeira, nahoře Biskupský palác

Historická část Porta je specifická tím, že se zde nachází velké množství památek většiny stavebních slohů (podobně jako je tomu např. v Praze). Pro tuto svou hodnotu, zachycující stavební vývoj minulého tisíciletí v Portugalsku, byla tato část města zapsána roku 1996 na seznam světového dědictví UNESCO.
Centrum města se nachází ve čtvrtích Sé, Sau Nicolau a Vitória. Nejrušnějšími místy v Portu jsou nábřeží Cais da Ribeira u mostu Ludvíka I. (Ponte Luís I), náměstí Praca da Liberdade s třídou Avenida dos Aliados, která je zakončena budovou radnice Camara Municipal do Porto a pěší zóna Rua de Santa Catarina, jedna z hlavních nákupních ulic ve městě.

### Kostely a chrámy
- Katedrála Sé, původně románská stavba z 12. století, počátky výstavby se datují okolo roku 1110, v průběhu 13. století byla katedrála dokončena. Průčelí katedrály tvoří dvě čtvercové věže a románská rozeta. V průběhu 14. a 15. století přibyla gotická kaple a další gotické stavební prvky. V 18. století byla katedrála barokně upravena, především původně románský portál, a byly změněny kupole věží.
- Věž a kostel Igréja e Torre dos Clérigos, barokní kostel z let 1732–1748 se 76 m vysokou věží vystavěnou v letech 1754–1763 (nejvyšší kostelní věž v Portugalsku)
- Kostel Igreja de São Martinho de Cedofeita, nejstarší kostel v Portu a jeden z nejstarších na Pyrenejském poloostrově, založen roku 1120 na místě starší stavby, zasvěcený sv. Martinovi
- Klášter s kostelem františkánů, pozdně gotický stavební komplex z let 1383–1410 s barokními oltáři, muzeem sakrálního umění, kryptou a kostnicí
- Kostel sv. Vavřince (Igreja e Colégio de São Lourenço) z konce 16. století, fasáda z konce 17. století spojuje stavební styly baroka, manýrismu a neoklasicismu; s bývalým klášterem jezuitů, dnes muzeum chrámového umění
- Kostel sv. Kláry (Igreja de Santa Clara) z první poloviny 15. století s nejbohatšími, ve dřevě řezanými a zlacenými barokními oltáři; typický styl portugalského baroka, přilehlý klášter klarisek
- Kostel Igreja do Carmo, vyzdobený azulejos z roku 1912
- Kostel sv. Ildefonse, zn. Alfonse z Toleda (Igreja de Santo Ildefonso), barokní, s významnými obklady dlaždicemi s kobaltovou výzdobou (tzv. azulejos) z první poloviny 18. století
- Kostel Panny Marie s klášterem karmelitánů – barokní
- Klášter Mosteiro da Serra do Pilar, barokní dominanta Vila Nova de Gaia, část je přístupná veřejnosti, strategické místo ve správě portugalské armády

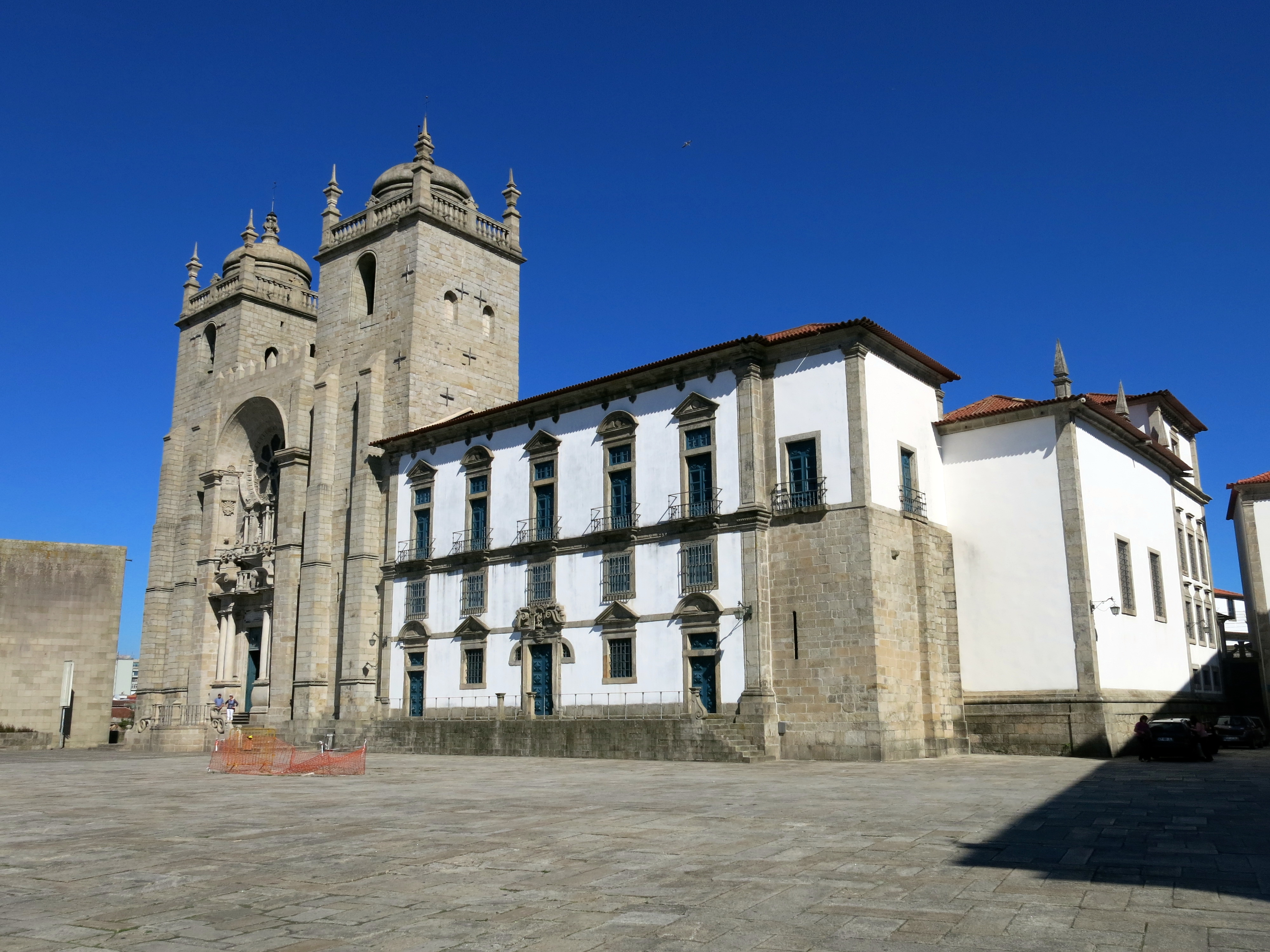
Katedrála Sé do Porto a biskupský palác
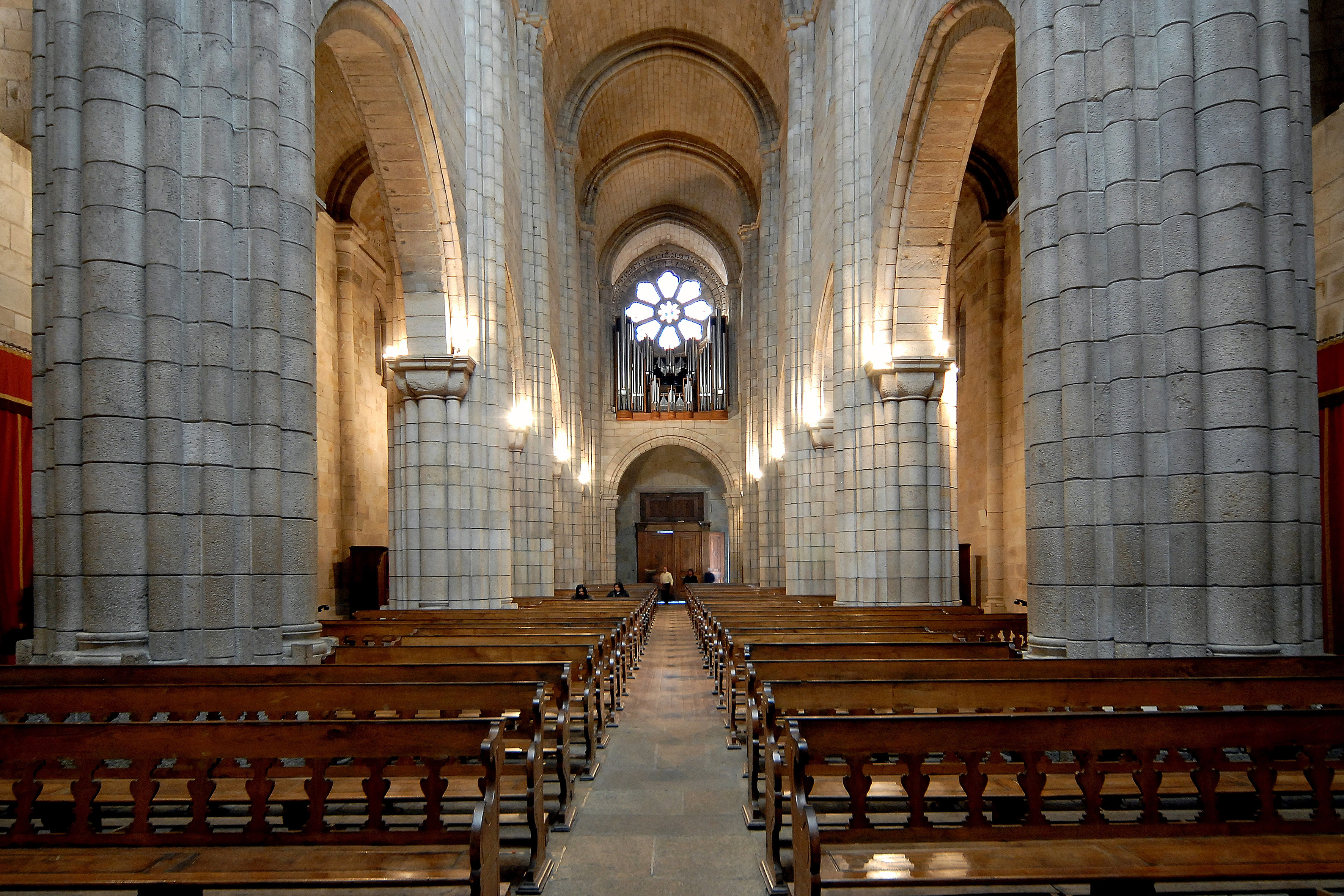
interiér, pohled k západu
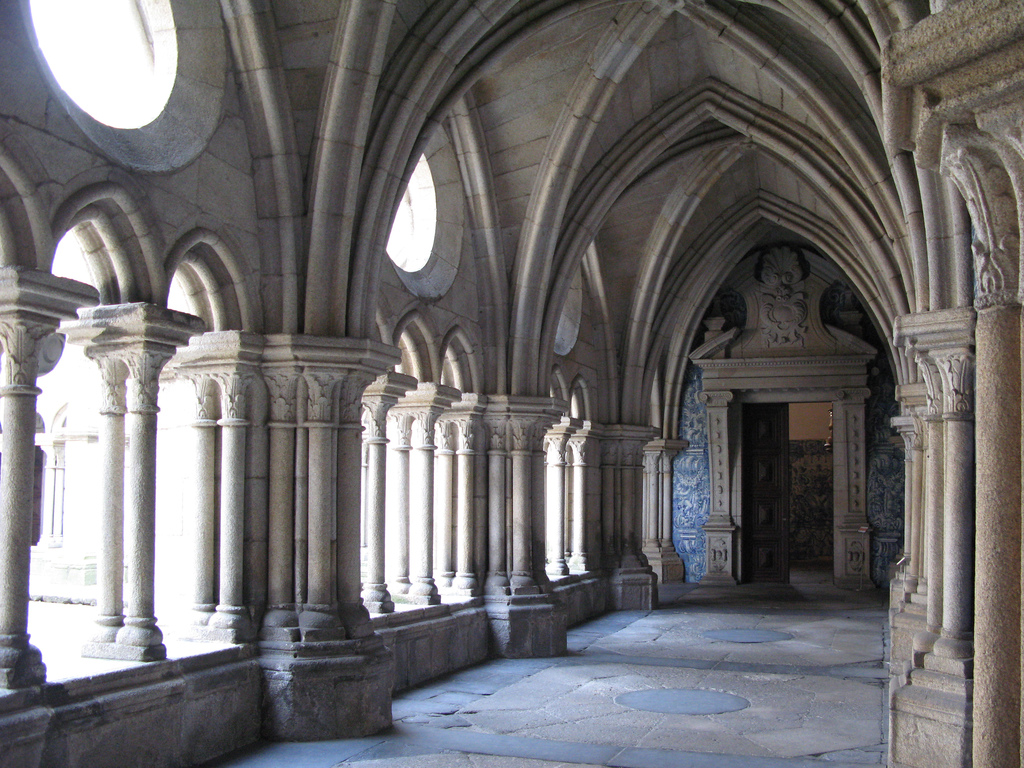
Křížová chodba, 13. století
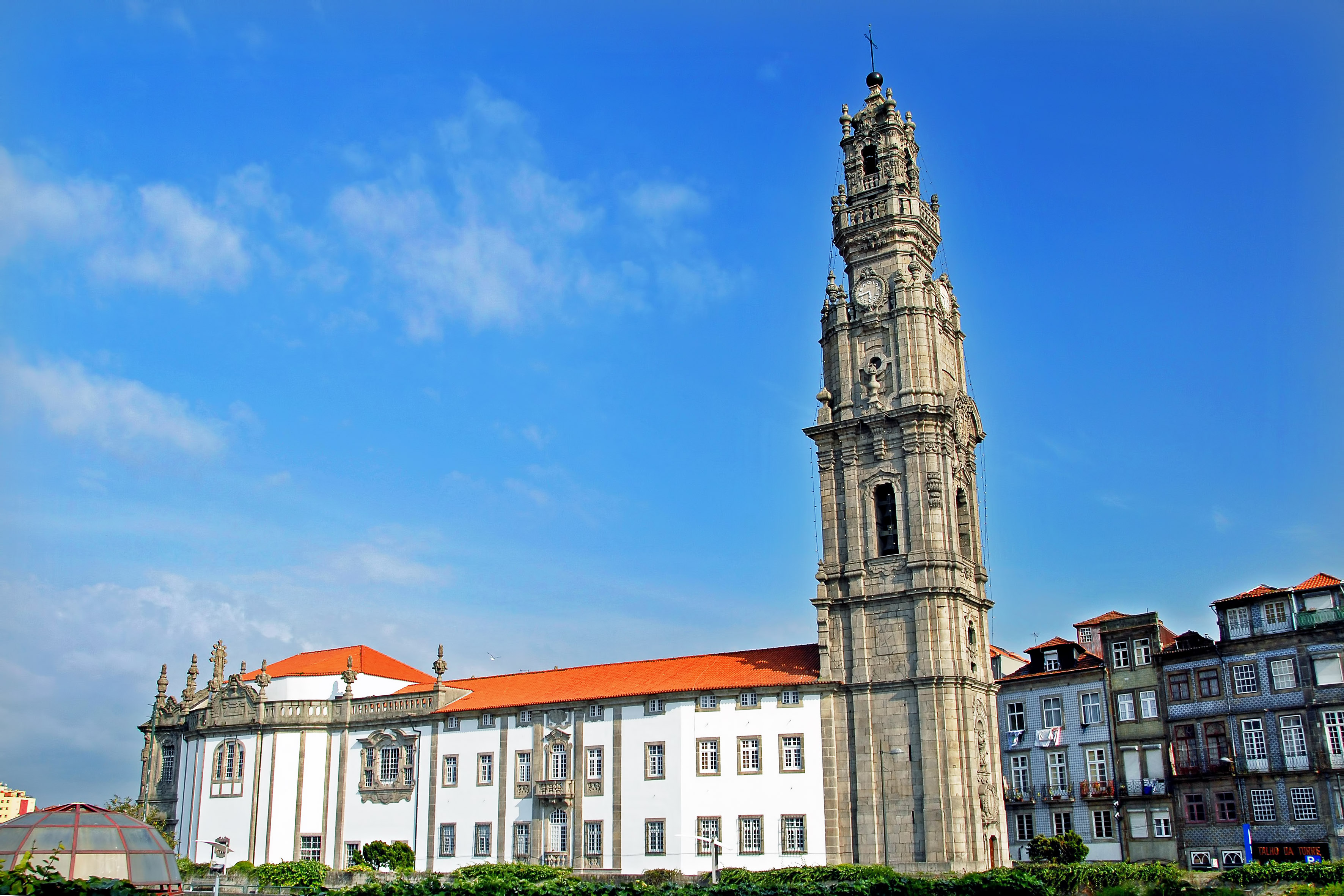
Igreja e Torre dos Clérigos
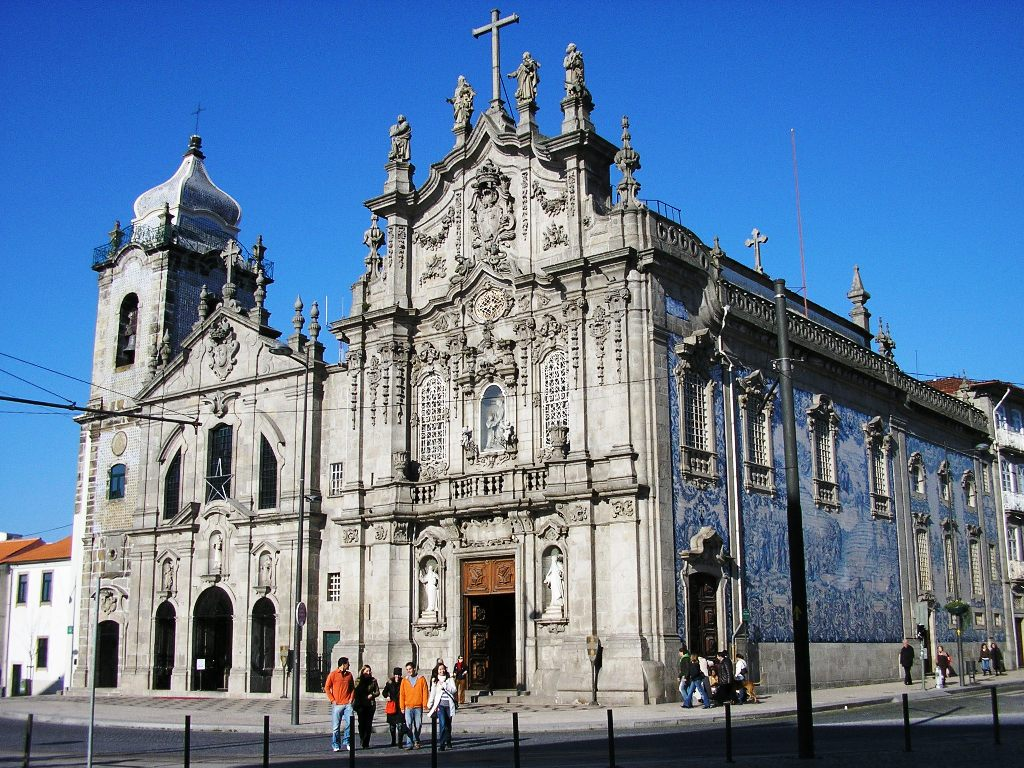
Karmelitánské kostely, 18. století
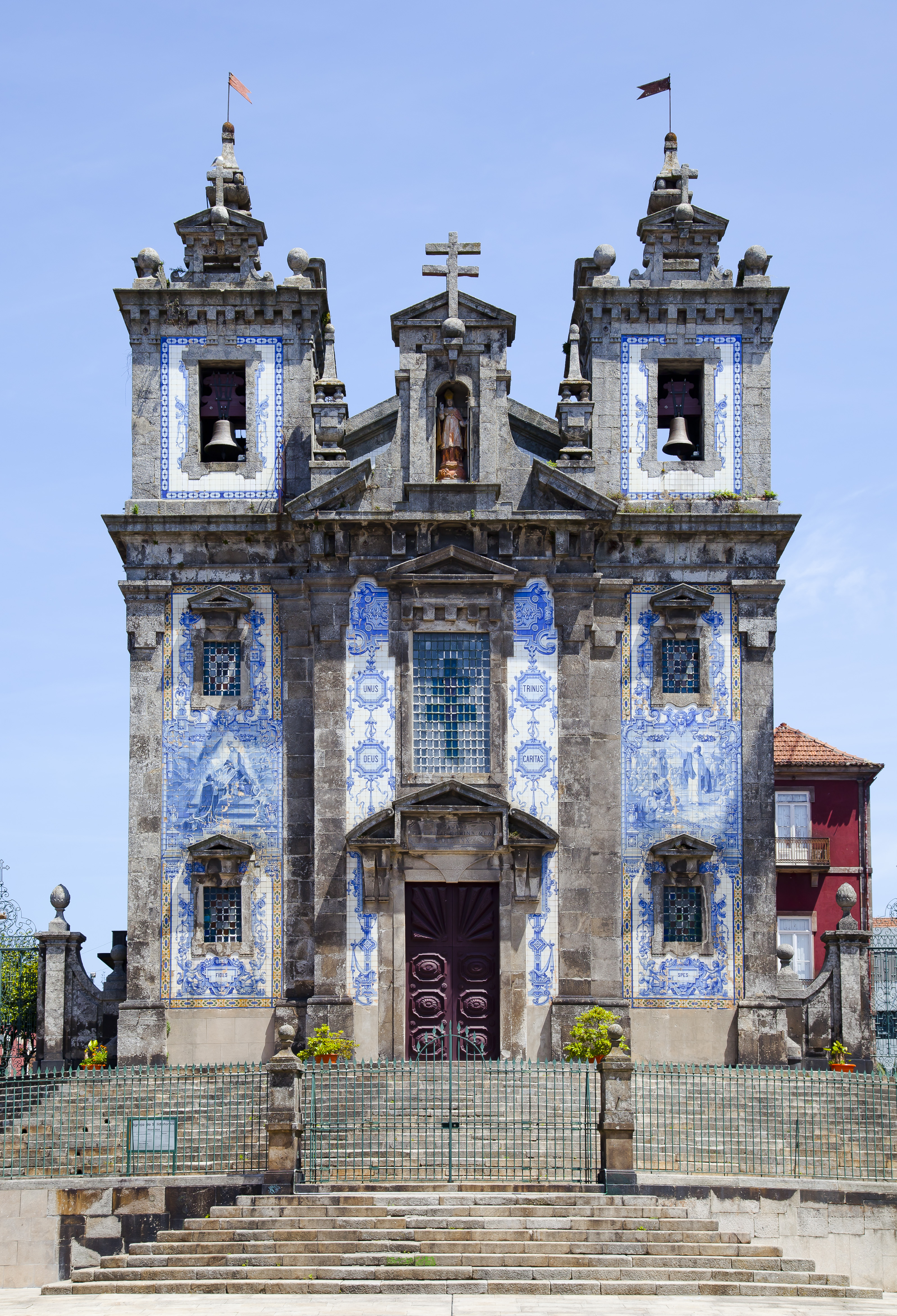
Kostel sv. Ildefonse s azulejos
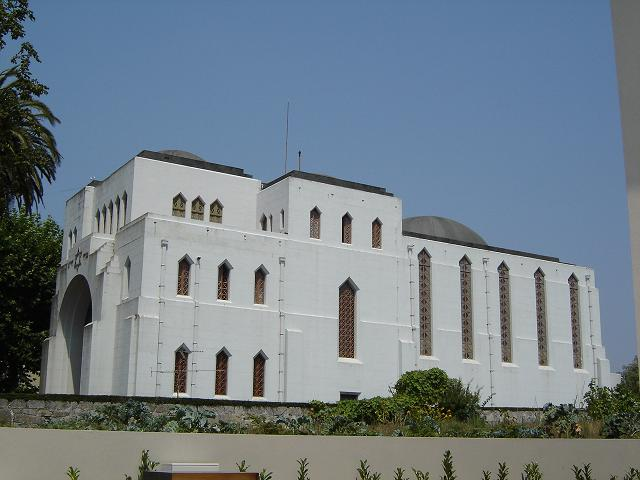
Synagoga Mekor Haim

### Stavby
- Biskupský palác (Paço Episcopal do Porto), pozdně barokní a rokokový palác je jednou z dominant panoramatu Porta. Byl založen ve 12. až 13. století, v 16. až 17. století značně rozšířen a v 18. století barokně upraven. Až do 20. století byl sídlem biskupů.
- Burzovní palác (Palácio da Bolsa), klasicistní budova z let 1842–1862 s maurským zdobeným sálem, kde se scházeli obchodníci a bankéři
- Městská radnice (Câmara Municipal do Porto), stavba z roku 1920 od architekta C. da Silvy; využívána k původním účelům
- Budova nádraží Estação de São Bento z roku 1916, ve vstupní hale jsou azulejos zobrazující dějiny města
- Casa do Infante, historický dům ze 14. století, přestavěný v 17. století, bývá považován za rodný dům Jindřicha Mořeplavce
- Torre Medieval do Porto, středověký dům a věž
- Mercado do Bolhão, budova městské tržnice z roku 1839

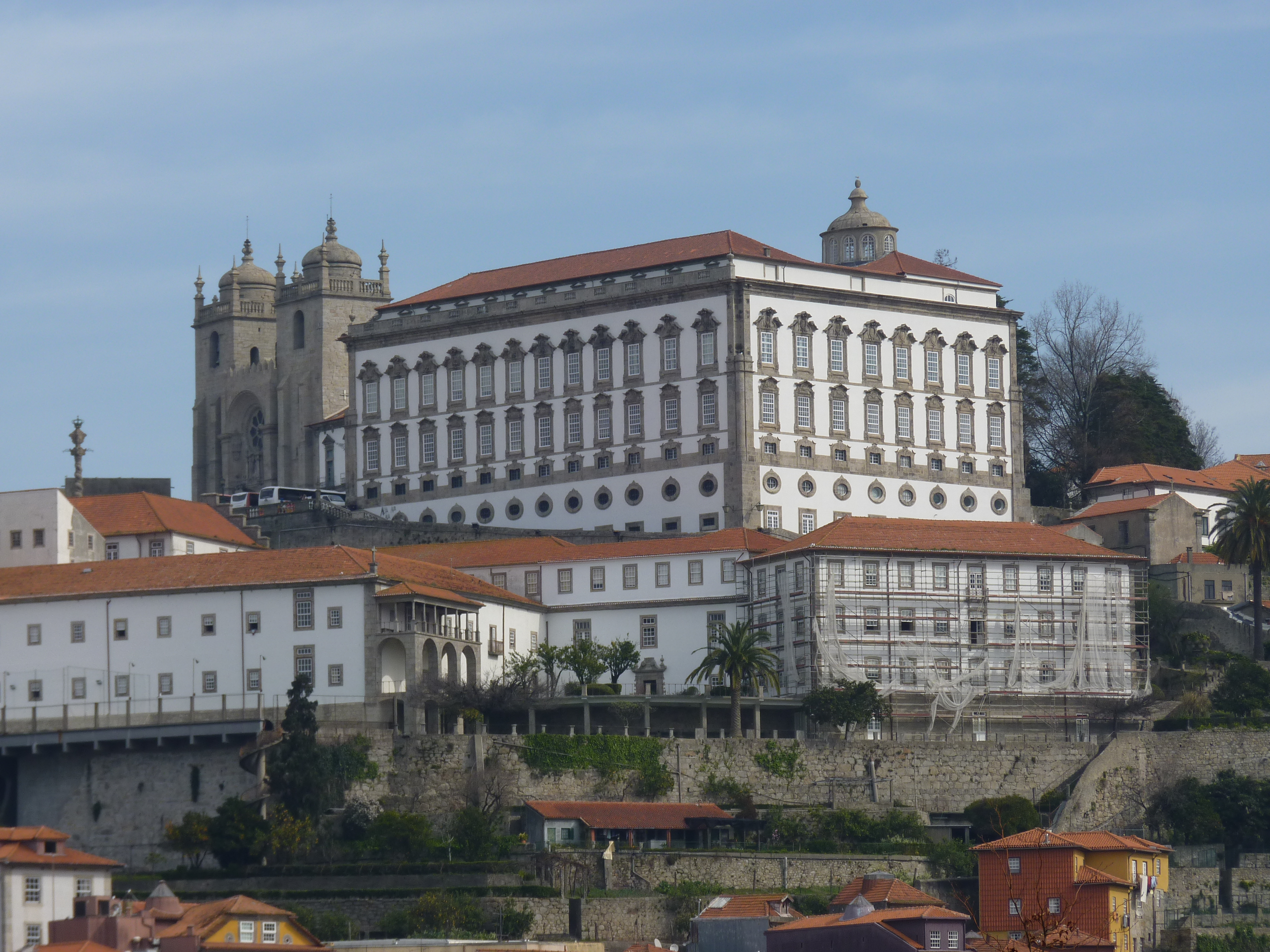
Biskupský palác
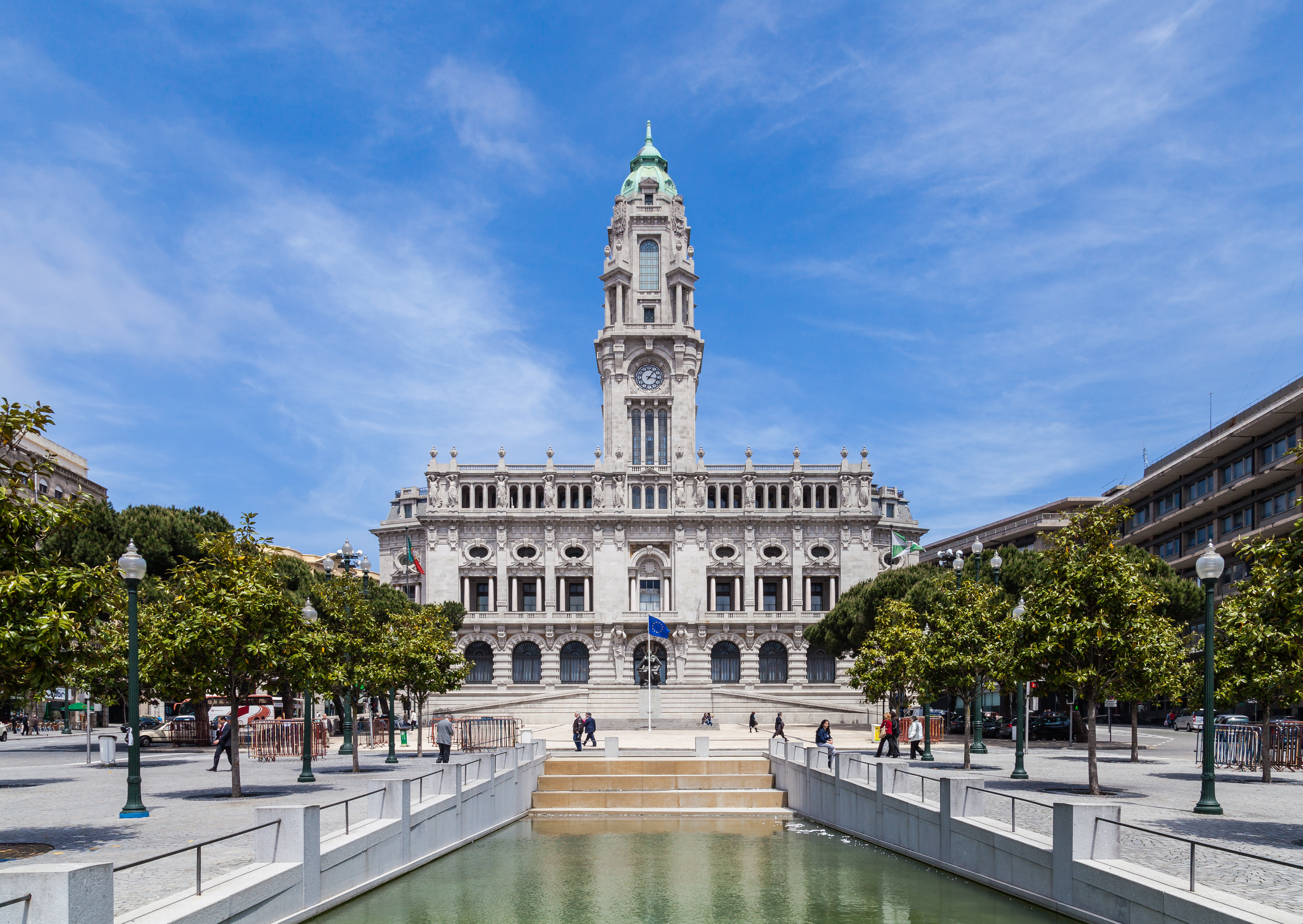
radnice
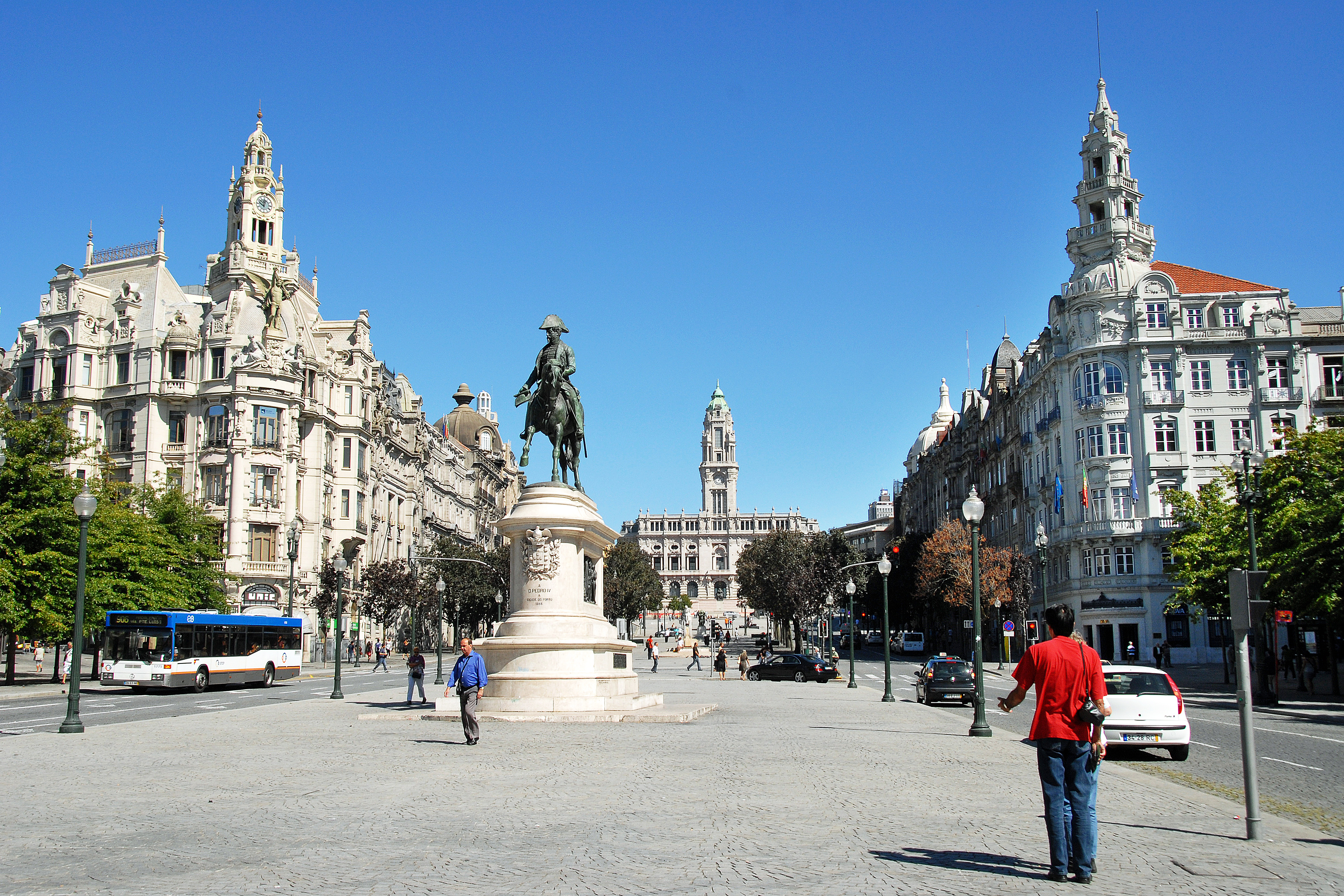
Praça da Liberdade a Avenida dos Aliados
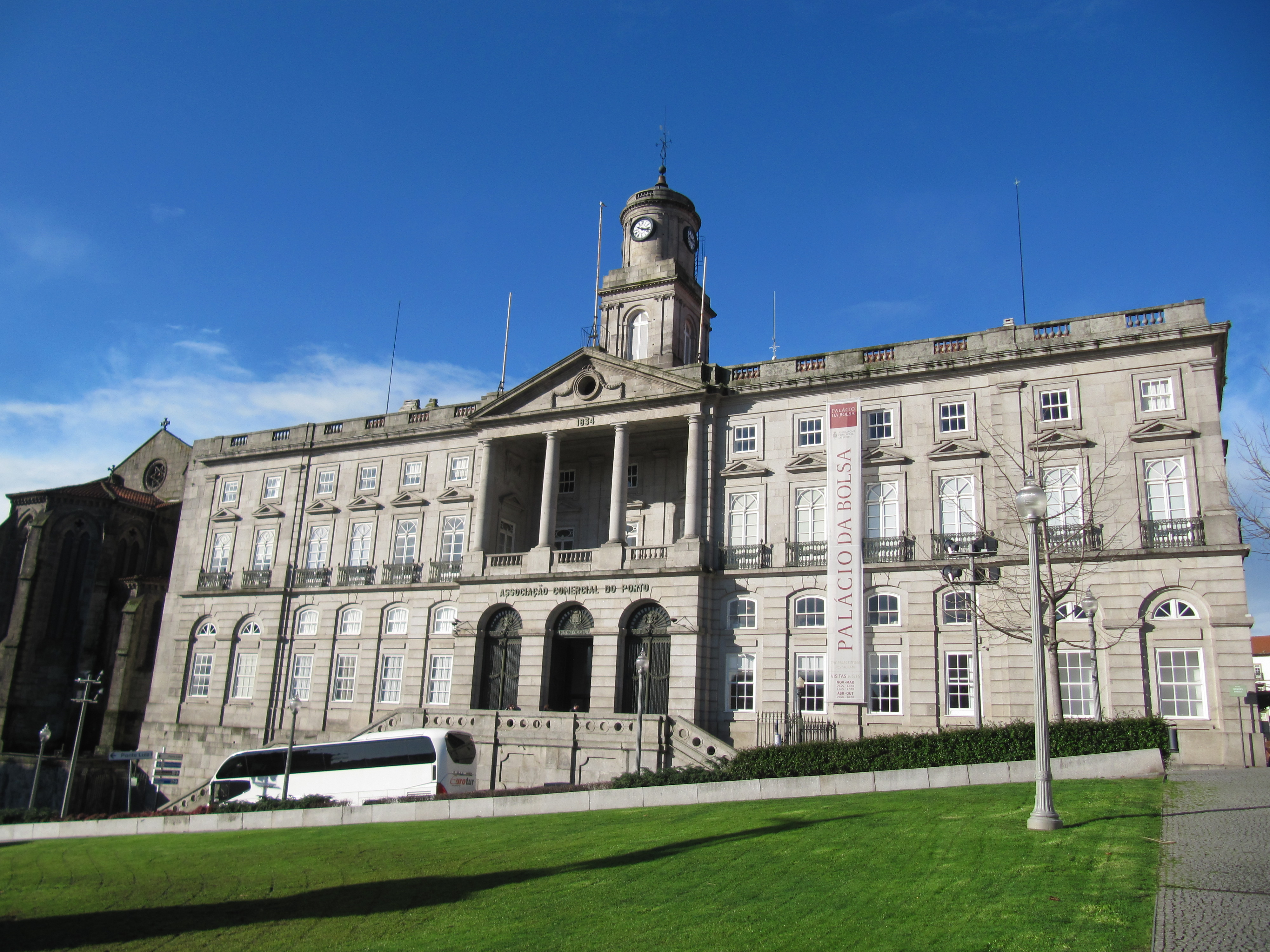
Burzovní palác
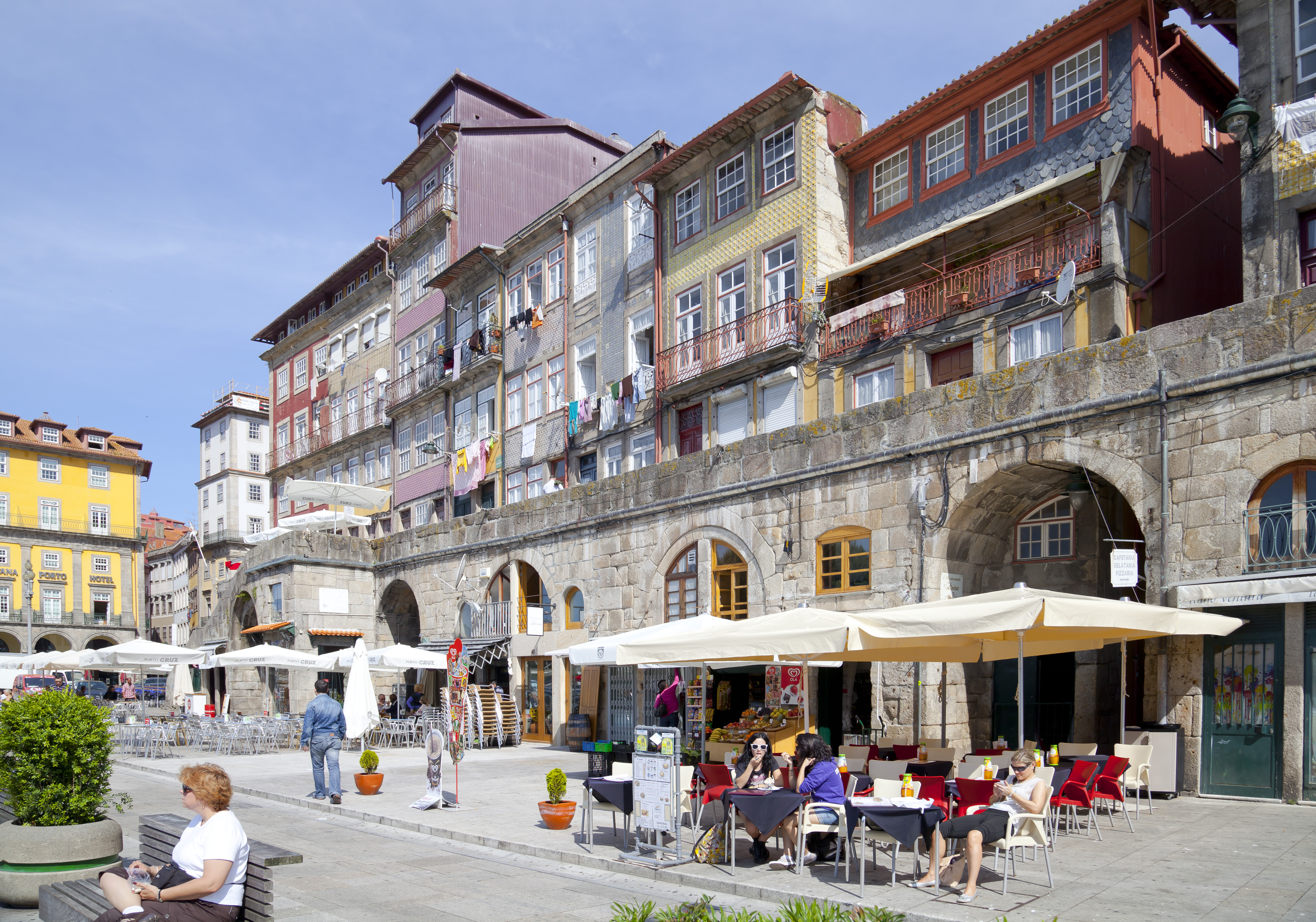
nábřeží Cais da Ribeira
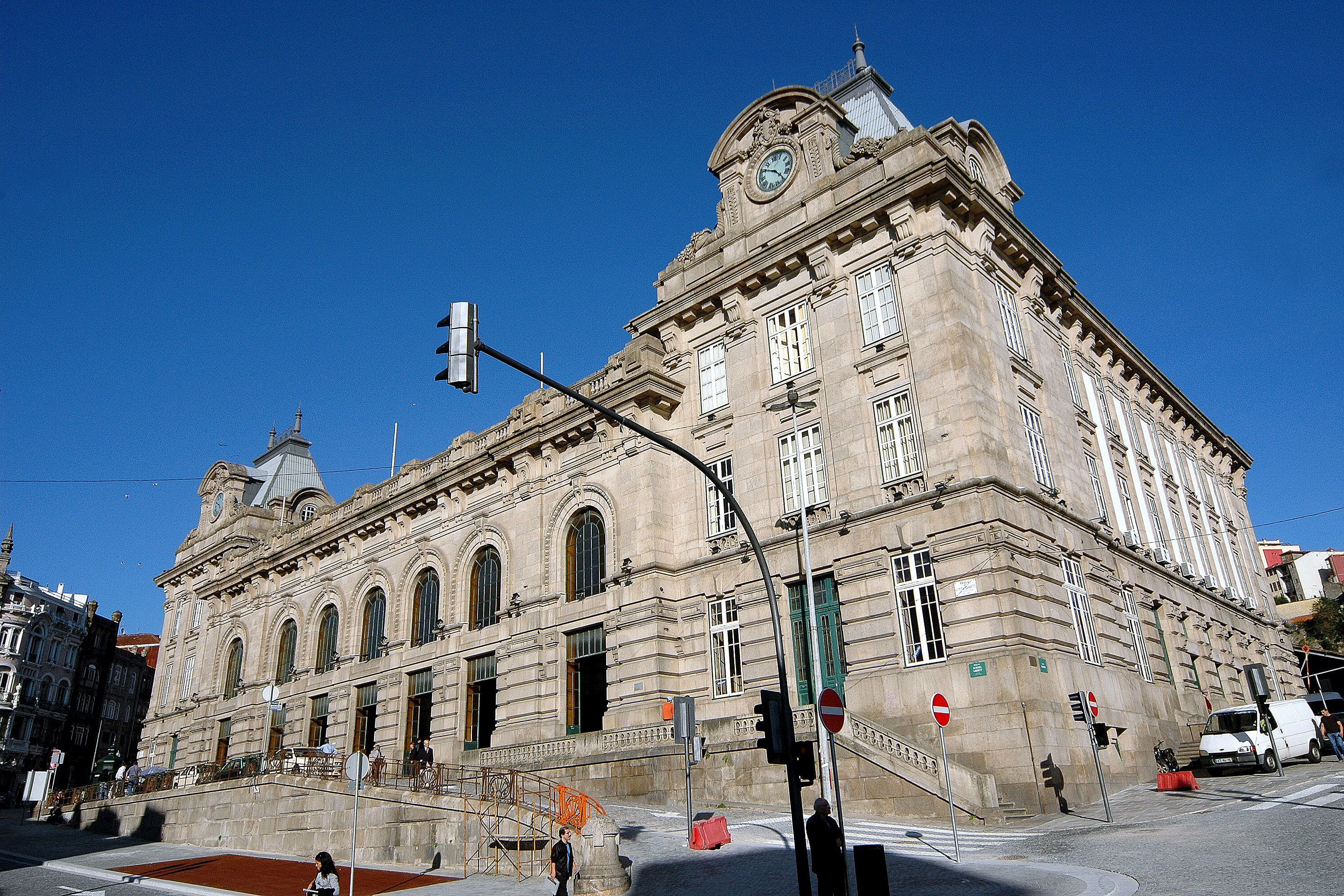
budova nádraží Estação de São Bento
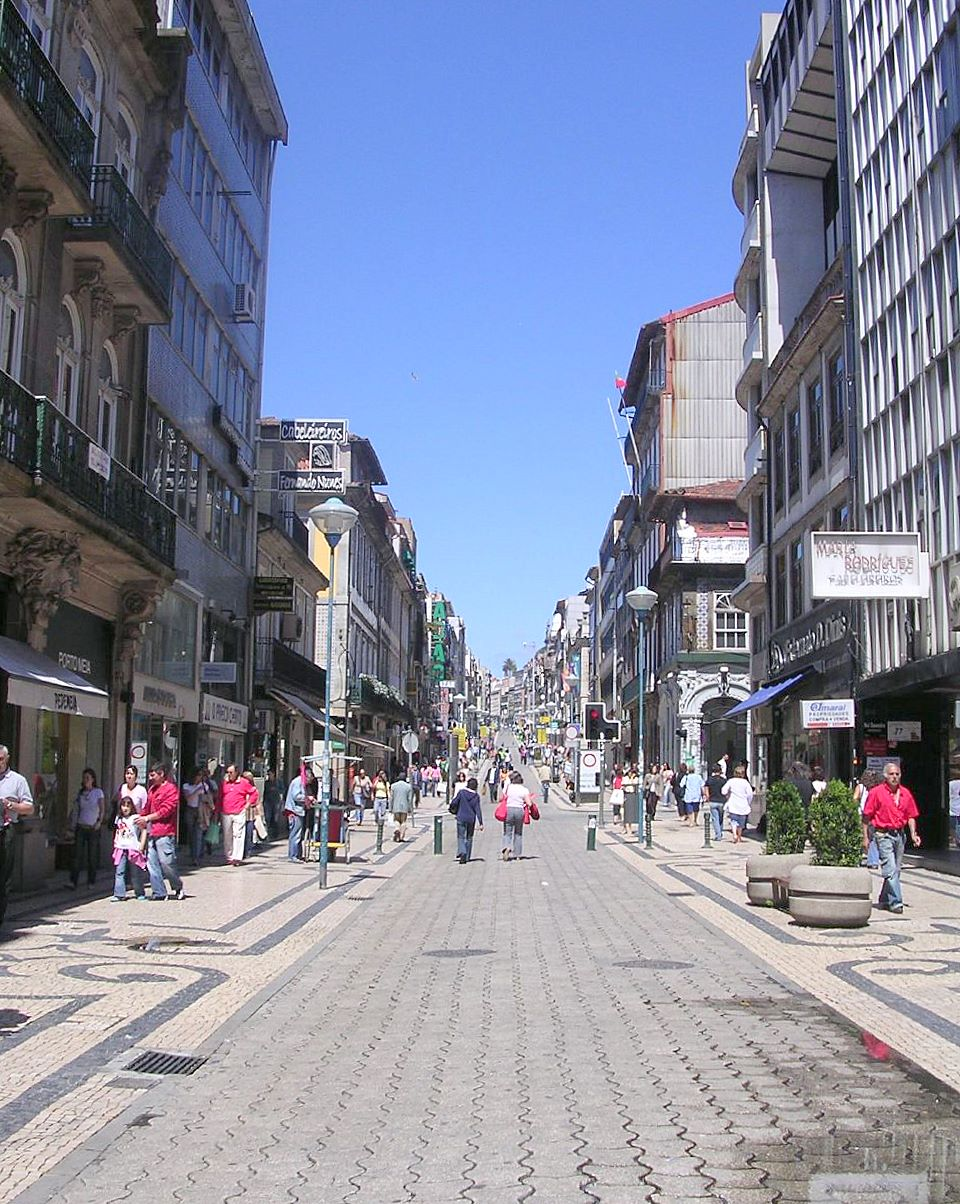
Rua Santa Catarina

### Mosty

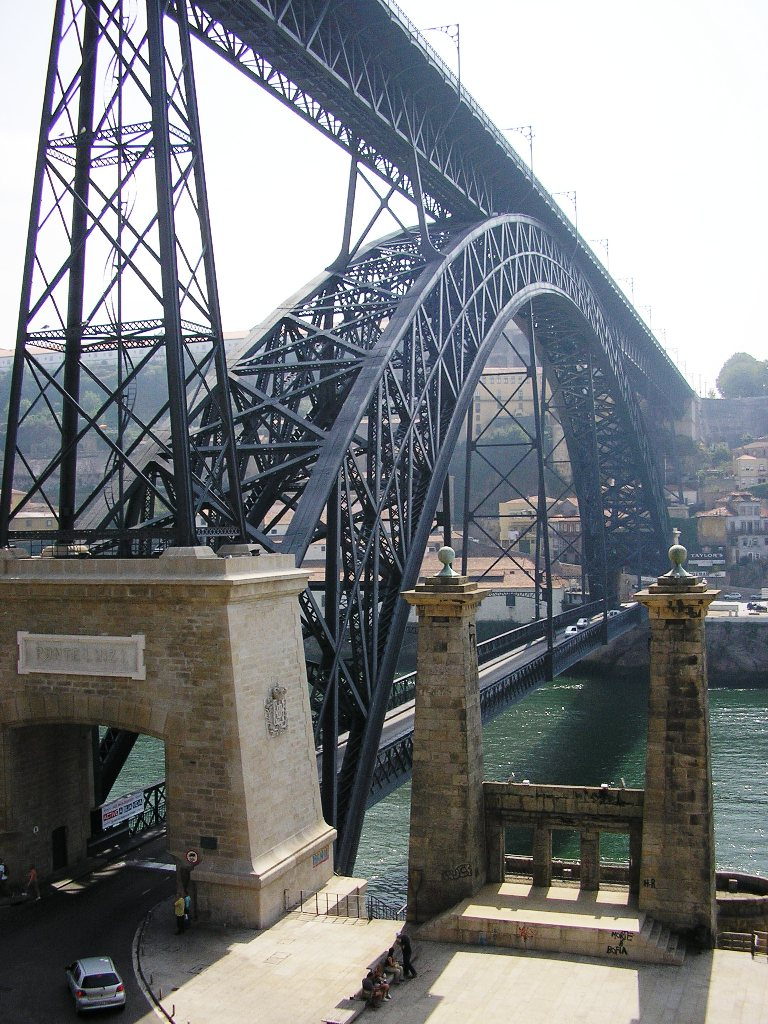
Most Ludvíka I. a pilíř mostu Ponte do Pensil

Obchodním cestám procházejícím Portem bylo překážkou hluboké údolí řeky Douro; mosty, jež přes něj vedou, jsou neodmyslitelnou dominantou města. Prvním mostem byl pontonový Ponte dos Barcos, zbudovaný roku 1806 (tragédie při vstupu napoleonských vojsk viz výše). Roku 1843 jej nahradil Ponte do Pensil, z něhož se dochovala dvojice kamenných pilířů, des sloužící jen jako kulisa přístavní kavárny. V roce 1877 byl vystavěn ocelový Ponte de D. Maria Pia, přivádějící železnici z Lisabonu; odvážná stavba, již řídil Gustave Eiffel, sloužila až do roku 1991, kdy byl zprovozněn vedlejší Ponte de São João.
Nejznámějším mostem je pak dvoupatrový most Ludvíka I. (Ponte Dom Luís I) o výšce 45 m, jehož stavbu řídil Eiffelův kolega Théophile Seyrig. Vystavěn byl v letech 1881–1886. Horní patro v současnosti využívá linka D portského „metra“, vede jím také chodník pro pěší.

## Městské části
Porto se dělí na 7 městských částí.

Městské části

- Aldoar, Foz do Douro a Nevogilde (6,3 km², 27 860 obyvatel, 2011)
- Bonfim (3,1 km², 24 270 obyvatel, 2011)
- Campanhã (8 km², 32 660 obyvatel, 2011)
- Cedofeita, Santo Ildefonso, Sé, Miragaia, São Nicolau a Vitória (5,43 km², 40 440 obyvatel, 2011)
- Lordelo do Ouro a Massarelos (5,6 km², 29 060 obyvatel, 2011)
- Paranhos (7,2 km², 44 300 obyvatel, 2011)
- Ramalde (5,8 km², 38 010 obyvatel, 2011)

## Doprava
Porto je po Lisabonu největším dopravním uzlem země, silničním i železničním. Přístav Porto de Leixões je největším v severním Portugalsku. Na severním okraji se nachází mezinárodní letiště Francisca de Sá Carneiro.

### Veřejná doprava

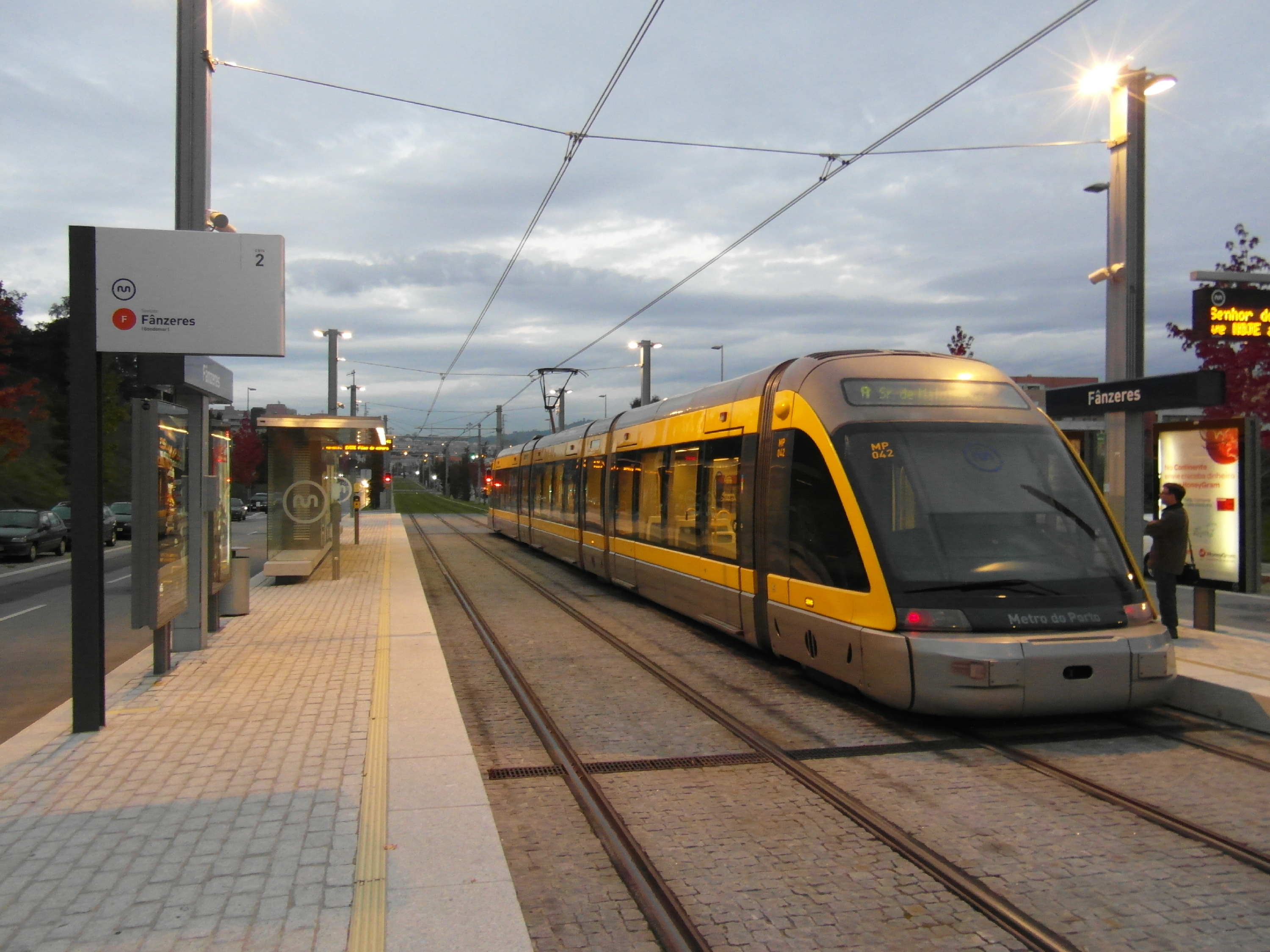
Metro Porto

Páteřní doprava ve městě je od roku 2003 zajišťována městskou dráhou lehkého metra zvanou Metro do Porto, která využívá pouliční, podzemní i nadzemní tratě. V roce 2014 měla 6 linek (ve skutečnosti se jedná o linky ve dvou směrech, z nichž je jeden bohatě větvený). Městské autobusy jezdí na zemní plyn. Z nejstaršího tramvajového provozu na Pyrenejském poloostrově (otevřen 1905) zůstaly již jen tři turistické tratě: linka 1 na nábřeží Doura a linky 18 a 22 ve vnitřním městě. Dolní patro mostu Ludvíka I. a konečnou tramvajové linky 22 spojuje pozemní lanovka. Visutá kabinová lanovka je moderní stavba ve Vila Nova de Gaia, končí u kláštera Mosterio da Serra Pilar.
Hlavní nádraží Porto-Campanhã, kam jezdí vlaky Alfa Pendular linky Lisabon–Braga a další dálkové spoje, se nachází ve východní části města. V samém centru města pak leží historické hlavové nádraží Porto – São Bento, odkud vyjíždějí příměstské spoje do čtyř směrů: Braga, Guimarães, Marco de Canaveses a Aveiro.

## Kultura a vzdělání
V roce 2001 se Porto pyšnilo označením Evropské hlavní město kultury (společně s nizozemským Rotterdamem). Jeho historické jádro s desítkami kostelů, klášterů a veřejných budov ze 14.–19. století je cenným architektonickým a urbanistickým celkem, městskou památkovou rezervací světového významu, zapsanou na seznamu UNESCO. Město je dějištěm mezinárodního filmového festivalu Fantasporto. Kořeny zdejší univerzity sahají do roku 1762, oficiálním rokem založení je však teprve rok 1911.

## Sport
Tak jako ve většině portugalských měst je nejpopulárnějším sportem ve městě fotbal. Nejúspěšnějším klubem ve městě je v současnosti FC Porto, vítěz Ligy mistrů v letech 1987 a 2004. Dalšími profesionálními kluby jsou Boavista FC a SC Salgueiros.

## Slavní rodáci
- Jindřich Mořeplavec (1394–1460), vévoda z Viseu, portugalský infant, podporovatel námořních objevitelských cest a obchodu
- Almeida Garrett (1799–1854), portugalský spisovatel, politik a národní buditel
- Sophia de Mello Breyner Andresenová (1919–2004), portugalská básnířka, dramatička a autorka literatury pro děti
- Francisco Sá Carneiro (1934–1980), portugalský politik, premiér Portugalska od ledna 1980 až do své smrti
- Eduardo Souto de Moura (* 1952), portugalský architekt a držitel Pritzkerovy ceny za rok 2011
- Rosa Motaová (* 1958), bývalá portugalská atletka, běžkyně, která běhala maratoby, mistryně světa, olympijská zlatá medailistka z LOH 1988
- Jorge Costa (* 1971), bývalý portugalský fotbalista a současný fotbalový trenér
- Ricardo Sá Pinto (* 1972), bývalý portugalský fotbalista
- Tiago Monteiro (* 1976), bývalý portugalský pilot Formule 1
- Raul Meireles (* 1983), bývalý portugalský fotbalový záložník
- Sara Sampaiová (* 1991), portugalská modelka a herečka
- Diogo Jota (* 1996), portugalský profesionální fotbalista

## Partnerská města

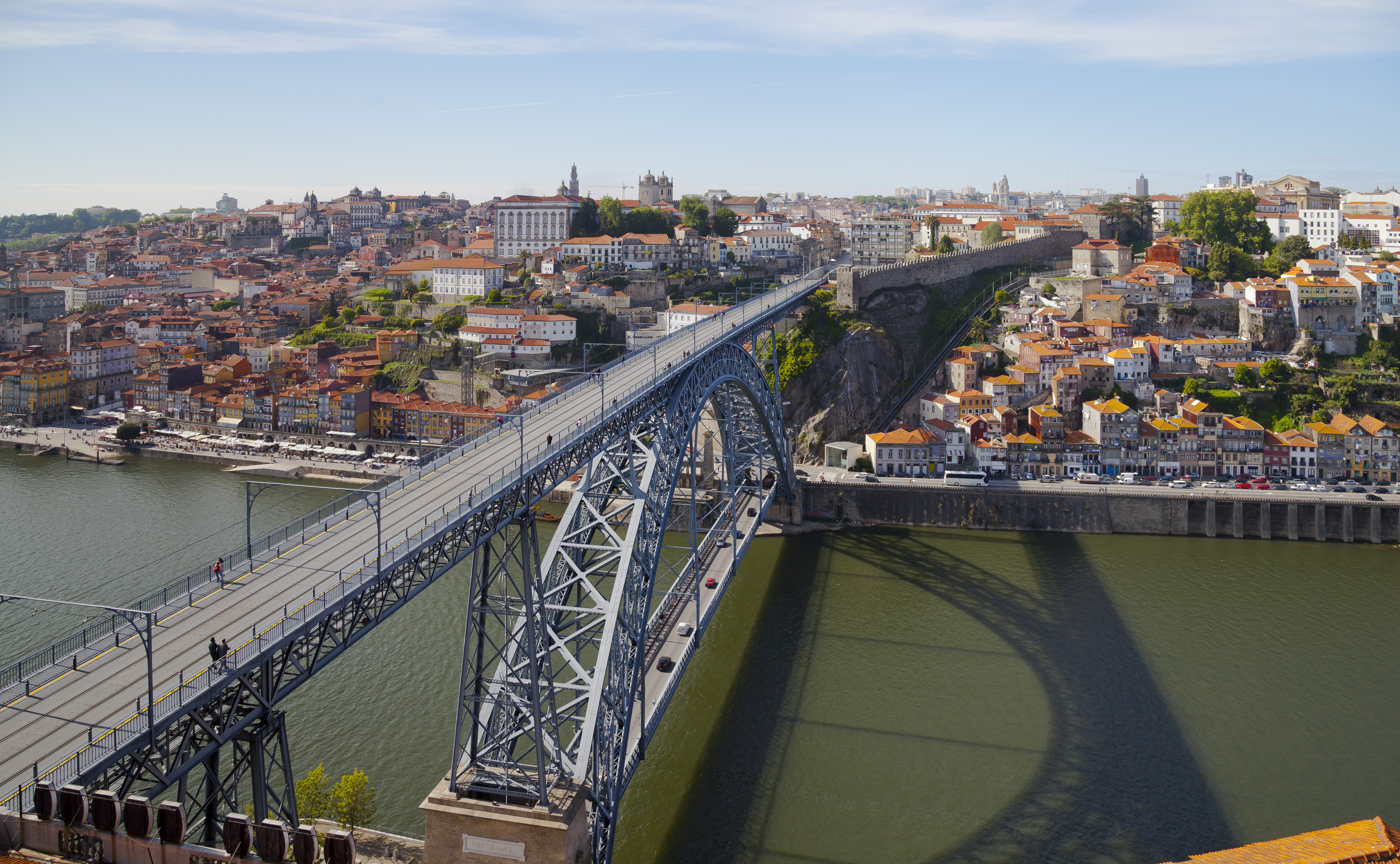
Pohled na město s řekou Douro a mostem Ludvíka I.

- Bordeaux, Francie
- Bristol, Spojené království
- Duruelo de la Sierra, Španělsko
- Jena, Německo
- León, Španělsko
- Lutych, Belgie
- Macao, Čína
- Nagasaki, Japonsko
- Recife, Brazílie
- Šanghaj, Čína
- Vigo, Španělsko